# 笠原敏雄
笠原 敏雄 （かさはら としお、1947年 - ）は、日本の心理療法家・超心理学者。 早稲田大学第一文学部心理学科卒業。念写、臨死体験、超能力やイアン・スティーヴンソンの転生説を和訳と研究をしている。

## 著作

### 単著
- 超心理学ハンドブック 笠原敏雄 著 ブレーン出版 1989
- 超心理学研究 笠原敏雄 著 おうふう 1994
- 隠された心の力 : 唯物論という幻想 笠原敏雄 著 春秋社 1995
- 懲りない・困らない症候群 : 日常生活の精神病理学 笠原敏雄 著 春秋社 1997
- 超心理学入門（講談社+α文庫）ISBN 4-06-256463-7 2000
- 幸福否定の構造 笠原敏雄 著 春秋社 2004
- 希求の詩人・中原中也 笠原敏雄 著 麗澤大学出版会 2004
- なぜあの人は懲りないのか困らないのか : 日常生活の精神病理学 笠原敏雄 著 春秋社 2005
- 本心と抵抗 : 自発性の精神病理 笠原敏雄 著 すぴか書房 2010
- 加害者と被害者の"トラウマ": PTSD理論は正しいか（国書刊行会）ISBN 978-4-336-05421-0 2011
- 幸せを拒む病 笠原敏雄 著 フォレスト出版 2016 (Forest 2545 Shinsyo)
- 人間の「つながり」と心の実在 : 意味のある偶然あるいは超常的な事実の心理学 笠原敏雄 著 すぴか書房 2020

### 編著
- 霊魂離脱の科学 笠原敏雄 編著[訳] 叢文社 1983 (生命の正体を探るもう一つの科学シリーズ)
- 死後の生存の科学 笠原敏雄 編・著 叢文社 1984
- サイの戦場 : 超心理学論争全史 笠原敏雄 編 平凡社 1987
- 超常現象のとらえにくさ 笠原敏雄 編 春秋社 1993
- 多重人格障害 : その精神生理学的研究 F.パトナム 他[著],笠原敏雄 編 春秋社 1999
- 偽薬効果 H.ビーチャー 他著,笠原敏雄 編 春秋社 2002

### 翻訳書
- 虫の知らせの科学 イアン・スティーヴンソン 著,笠原敏雄 訳 叢文社 1981
- PSI-その不思議な世界 ルイザ・E.ライン 著,笠原敏雄 訳 日本教文社 1983 (コズモブックス ; 7)
- 錆びたナイフの奇蹟 : 心霊外科医アリゴー ジョン・G.フラー 著,笠原敏雄 訳 日本教文社 1985 (コズモブックス ; 10)
- マジカル・ヒーラー スタンリー・クリップナー, アルベルト・ヴィロルド 著,笠原敏雄 訳 工作舎 1986
- 「あの世」からの帰還 : 臨死体験の医学的研究 マイクル・B.セイボム 著,笠原敏雄 訳 日本教文社 1986
- サイ・ババの奇蹟 : インドの聖者の超常現象の科学的研究 エルレンドゥール・ハラルドソン 著,笠原敏雄 訳 技術出版 1989
- 前世を記憶する子どもたち イアン・スティーヴンソン 著,笠原敏雄 訳 日本教文社 1990
- 光の彼方に : 死後の世界を垣間みた人々 レイモンド・A.ムーディ・Jr. 著,笠原敏雄, 河口慶子 訳 ティビーエス・ブリタニカ 1990
- 死後生存の証拠 Z.リッチモンド, K.リッチモンド 共著,笠原敏雄 訳 技術出版 1990
- 臨死体験 : 生と死の境界で人はなにを見るのか ブルース・グレイソン, チャールズ・P.フリン 共編,笠原敏雄 監訳 春秋社 1991
- 人は死ぬ時何を見るのか : 臨死体験一〇〇〇人の証言 カーリス・オシス, エルレンドゥール・ハラルドソン 著,笠原敏雄 訳 日本教文社 1991
- 死後の生命 ロバート・アルメダー [著],笠原敏雄 訳 ティビーエス・ブリタニカ 1992
- 虫の知らせの科学 イアン・スティーヴンソン 著,笠原敏雄 訳 叢文社 1992
- トランス : 心の神秘を探る ブライアン・イングリス 著,笠原敏雄 訳 春秋社 1994
- 生まれ変わりの研究 : 前世を記憶するインドの人々 サトワント・パスリチャ 著,笠原敏雄 訳 日本教文社 1994
- 前世の言葉を話す人々 イアン・スティーヴンソン 著,笠原敏雄 訳 春秋社 1995
- 生まれ変わりの刻印 イアン・スティーヴンソン 著,笠原敏雄 訳 春秋社 1998
- 超心理学史 : ルネッサンスの魔術から転生研究までの四〇〇年 ジョン・ベロフ 著,笠原敏雄 訳 日本教文社 1998
- 「あの世」からの帰還 : 臨死体験の医学的研究 マイクル・B.セイボム 著,笠原敏雄 訳 日本教文社 2005
- 前世を記憶する子どもたち 2 イアン・スティーヴンソン 著,笠原敏雄 訳 日本教文社 2005
- 「あの世」からの帰還 続 マイクル・B.セイボム 著,笠原敏雄 訳 日本教文社 2006
- 転生した子どもたち : ヴァージニア大学・40年の「前世」研究 ジム・B.タッカー 著,笠原敏雄 訳 日本教文社 2006
- もの思う鳥たち : 鳥類の知られざる人間性 セオドア・ゼノフォン・バーバー 著,笠原敏雄 訳 日本教文社 2008 (いのちと環境ライブラリー)
- 前世を記憶する子どもたち イアン・スティーヴンソン [著],笠原敏雄 訳 KADOKAWA 2021 (角川文庫）